# IX Equilibrium
IX Equilibrium treći je studijski album norveškog black metal-sastava Emperor. Album je objavljen 15. ožujka 1999. godine, a objavila ga je diskografska kuća Candlelight Records.

## Popis pjesama
Tekstovi: Ihsahn. 
| 1.    | »Curse You All Men!«                     | Ihsahn, Samoth | 4:41 |
| 2.    | »Decrystallizing Reason«                 | Ihsahn, Samoth | 6:23 |
| 3.    | »An Elegy of Icaros«                     | Ihsahn         | 6:39 |
| 4.    | »The Source of Icon E«                   | Ihsahn, Samoth | 3:43 |
| 5.    | »Sworn«                                  | Ihsahn, Samoth | 4:30 |
| 6.    | »Nonus Aequilibrium«                     | Ihsahn         | 5:49 |
| 7.    | »The Warriors of Modern Death«           | Ihsahn         | 5:00 |
| 8.    | »Of Blindness & Subsequent Seers«        | Ihsahn, Samoth | 6:48 |
| 9.    | »Outro« (skrivena skladba; instrumental) |                | 0:28 |
| 43:33 |                                          |                |      |

| Bonus pjesme digipak izdanja | Bonus pjesme digipak izdanja                                      | Bonus pjesme digipak izdanja | Bonus pjesme digipak izdanja | Bonus pjesme digipak izdanja | Bonus pjesme digipak izdanja | Bonus pjesme digipak izdanja | Bonus pjesme digipak izdanja | Bonus pjesme digipak izdanja | Bonus pjesme digipak izdanja |
| Br.                          | Skladba                                                           | Trajanje                     |                              |                              |                              |                              |                              |                              |                              |
| ---------------------------- | ----------------------------------------------------------------- | ---------------------------- | ---------------------------- | ---------------------------- | ---------------------------- | ---------------------------- | ---------------------------- | ---------------------------- | ---------------------------- |
| 10.                          | »Curse You All Men!« (uživo u The Astoriji, London, srpanj 1999.) | 4:34                         |                              |                              |                              |                              |                              |                              |                              |
| 11.                          | »Sworn« (remiksao Ulver u Endless Studiosu)                       | 5:39                         |                              |                              |                              |                              |                              |                              |                              |
| 54:15                        |                                                                   |                              |                              |                              |                              |                              |                              |                              |                              |

## Zasluge
| Emperor - Ihsahn — vokali, gitara, sintisajzer, bas-gitara - Samoth — ritam gitara, umjetnički direktor - Trym Torson — bubnjevi | Ostalo osoblje - Stephen O'Malley — omot albuma, dizajn - Knut Jacobsen — fotografija - Thorbjørn Akkerhaugen — produkcija, inženjer zvuka - Christophe Szpajdel — logotip - Tom Kvålsvoll — mastering |